# Węgorz japoński
Węgorz japoński (Anguilla japonica) – ryba z rodziny węgorzowatych (Anguillidae).

## Występowanie
W zlewisku Morza Japońskiego: Japonia, Tajwan, Korea, Chiny. Również północne Filipiny.

## Opis
Osiąga długość do 1,5 m i masę ciała do 0,75 kg.

## Rozród
Jesienią spływają rzekami do morza i po przebyciu kilku tysięcy kilometrów odbywają tarło w głębinach Oceanu Spokojnego na zboczach podmorskiej góry Suruga w pobliżu Wysp Mariańskich. Wylęgnięte larwy, leptocefale, przez 6 miesięcy dryfują z ciepłym Prądem Kuro Siwo z powrotem w kierunku kontynentu azjatyckiego. Sezon rozrodczy trwa od kwietnia do grudnia.
Obserwacje japońskich ichtiologów prowadzone na tarłowisku tego węgorza, stwierdzają okresowe pojawianie się kilkudniowych leptocefali w rytm miesiąca synodycznego (zwanego też miesiącem księżycowym). Uznaje się to za dowód, że węgorze japońskie mają swój kalendarz rozrodu i odbywają tarło tylko jeden raz na miesiąc księżycowy.

## Znaczenie gospodarcze
Silnie rozwinięta sztuczna hodowla. Roczna produkcja Chin, Japonii i Korei wynosi ponad 100 tys. ton. Hodowlany może osiągnąć masę ciała ponad 1 kg. W ostatnich latach wielkość produkcji mocno spada z przyczyny coraz to mniejszych odłowów naturalnego narybku niezbędnego do produkcji. W następstwie nastąpił silny wzrost importu z Europy narybku węgorza europejskiego zwanego montee. Spowodowany tym ostry wzrost ceny montee, po roku 2000, jest główną przyczyną trudności z zakupem narybku węgorza europejskiego do celów zarybieniowych w Polsce. Podobnie jak węgorz europejski zagrożony wyginięciem.
W kuchni japońskiej zwany unagi uchodzi za przysmak. Z ekstraktu kości (ryba kostnoszkieletowa) węgorza japońskiego wytwarza się tutaj napój 'na upały'. W medycynie chińskiej służy do wytwarzania tranu.